# Кашан
Кашан (перс. كاشان) је град Ирану у покрајини Исфахан. Према попису из 2006. у граду је живело 253.509 становника.

## Становништво
Према попису, у граду је 2006. живело 253.509 становника.
| 1986.   | 1991.   | 1996.   | 2006.   |
| ------- | ------- | ------- | ------- |
| 138.599 | 155.188 | 201.372 | 253.509 |